# Gymnophaps albertisii
Il piccione montano papua noto anche come piccione di montagna occhinudi (Gymnophaps albertisii Salvadori, 1874) è un uccello della famiglia dei Columbidi.

## Descrizione

### Dimensioni
È un uccello di medie dimensioni, con lunghezza variabile fra i 30,5-35 centimetri, altezza di 20,5 centimetri e il peso di 259 grammi circa.

### Aspetto
Il piumaggio è prevalentemente grigio scuro. Le piume delle ali sono coperte da un nero foderato. Il piumaggio della testa e del collo è grigio cenere. La regione perioculare è rosso-carminio. Il dorso, il groppone e sopraccoda di colore plumbleo con riflessi verdi. Il mento è marrone, il petto è bianco con una sottilissima punteggiatura grigia. Il becco è rosso con l'apice nero, l'iride e i piedi sono rosso-carminio.

## Biologia
È un piccione gregario, riunito spesso in stormi di 10-40 esemplari a volte anche 80.

### Alimentazione
Si nutre di una grande varietà di frutti specialmente i frutti di Cryptocarya tesselata, di Planchonella ssp., di Ascarina philippinensis e di fichi.

### Riproduzione
Si riproduce nella stagione delle piogge cioè da ottobre a marzo. Il nido è una piccola piattaforma di ramoscelli intrecciati posti su un piccolo albero a 3,7-5 metri dal terreno. La femmina depone un solo uovo.

## Distribuzione e habitat
È diffuso in Nuova Guinea nelle montagne del Vogelkop, nelle montagne del Weyland, nei monti Owen Stanley, nella penisola di Huon, nei monti Adelbert e a nord nei monti Van Rees e nelle Montagne Foja. È anche diffuso nell'isola Yapen, nell'isola Goodenough e nelle isole Nuova Britannia e Nuova Irlanda dell'arcipelago di Bismarck. Nelle Molucche è diffuso solo nell'isola Bacan.
Preferisce le foreste montane fino alle rade foreste di muschio e alla vegetazione arborea occasionalmente si trova a 3350 metri in Nuova Guinea. Nell'isola Bacan si trova fino a 930 metri.

## Tassonomia
Sono state descritte le seguenti sottospecie:
- G. albertisii exsul (Hartert, 1903) - diffusa nell'isola Bacan;
- G. albertisii albertisii Salvadori, 1874 - diffusa nell'isola Yapen, in Nuova Guinea e nell'arcipelago di Bismarck.

## Conservazione
La dimensione globale della popolazione non è stata stimata, ma la specie è segnalata per essere localmente molto comune e stagionalmente abbondante.